# Projektorganisation
Projektorganisation beinhaltet – abgeleitet vom Grundbegriff „Organisation“ – die Struktur, Gestaltung, Regeln und Hilfsmittel für die (systematische) Durchführung von Projekten. Im Gegensatz zu einer Stabsorganisation oder einer Linienorganisation gilt eine Projektorganisation für die Dauer des Projekts und nicht für eine beständige Organisationseinheit als Teil eines Unternehmens.
Projekte haben bestimmte Merkmale, anhand derer geprüft werden kann, ob die Bezeichnung „Projekt“ im Einzelfall gerechtfertigt ist. Ein Projekt liegt nur dann vor, wenn es die nachstehenden Eigenschaften aufweist:
- Einmaligkeit
- Definiertes Ziel bzw. Zielvorgabe
- Zeitliche, finanzielle und personelle Rahmenbedingungen
- Abgrenzung zu anderen Vorhaben
- Projektspezifische Organisation
- Mindestmaß an Komplexität

Aufgrund dieser Projektmerkmale besteht bei Projekten ein höheres Risiko als bei Routinefällen. Die Durchführung von Projekten erfordert daher eine eigene Projektorganisation und den Einsatz von Methoden des Projektmanagements.
Nur durch die Organisation eines Projektes ist gewährleistet, dass
- die Komplexität strukturiert und damit vermindert wird
- der Umfang gegliedert und damit übersehbar und handhabbar wird
- die unterschiedlichen Fachgebiete wohl abgestimmt tätig werden
- die zeitliche Endlichkeit auch erreicht wird.

Unter Projektorganisation werden demnach alle Organisationsformen zusammengefasst, die sich zur Bewältigung komplexer, singulärer Aufgaben mit spezifischen Leistungs-, Termin- und Kostenzielen eignen. Nach DIN 69 901 wird mit dem Begriff Projektorganisation die Gesamtheit der aufbau- und ablauforganisatorischen Regelungen zur Abwicklung eines bestimmten Projekts bezeichnet.
Grundsätzlich sind mehrere Aufgaben bei der Projektorganisation auszuarbeiten:
- Projektdesign: Dazu gehören die Gestaltung des Projektablaufes, die Einbindung des Projektes in die Aufbauorganisation bzw. Projektaufbauorganisation und die Stellung von Projektleiter und Projektgruppe.
- Projektplanung: Sie umfasst Aufgaben wie die Planung von Personal, Terminen, Sachmitteln, Kosten usw. des Projektes.
- Projektvorgaben: Der Projektgruppe und allen anderen Beteiligten sind alle wesentlichen projektrelevanten Anforderungen vorzugeben, so beispielsweise der Projektauftrag und seine Änderungen.[3]

## Gründe für die Entwicklung der Projektorganisation
In der heutigen Zeit reicht für Firmen eine Unternehmensorganisation oftmals nicht mehr aus, sie müssen zusätzlich auf eine Sekundärorganisation zurückgreifen.
Es hat sich gezeigt, dass die „traditionellen“ Organisationsformen in der Primärorganisation für die Bewältigung von Projektaufgaben, deren Zahl und Bedeutung stark angewachsen sind, nicht ausreichen. Die klassische Linienorganisation behindert die direkte Kooperation von Spezialisten und kann dadurch Verzögerungen im Projektfortschritt verursachen. Die Mehrlinienorganisation fördert zwar die Spezialisierung, schafft jedoch Probleme bei der Verantwortungszuordnung. Die Zusammenfassung von Personen aus verschiedenen Fachbereichen und Rangebenen in der Kollegialorganisation schafft bereits gute Voraussetzungen, löst jedoch das Problem ausreichender Projektressourcen und eindeutiger Projektverantwortung nicht zufriedenstellend.
Damit das Projektmanagement erfolgreich sein kann, muss die Projektorganisation optimal in die vorhandene primäre Unternehmensorganisation eingebettet werden. Projekte benötigen eine effiziente Kommunikationsstruktur und ermöglichen die notwendige Integration unterschiedlicher Unternehmensbereiche. Die Projektorganisationsformen müssen daher teilweise oder gänzlich aus der bestehenden Linienorganisation des Unternehmens herausgelöst sein.

## Personen in der Projektorganisation
Zur Projektorganisation gehört das Festlegen der Entscheidungs- und Kommunikationswege. Verschiedene Projektgremien werden installiert. Dies kann ein reines Informationsgremium sein oder auch ein unmittelbar auf das Projekt einwirkendes Steuerungs- und Entscheidungsgremium. Es hat sich bewährt, die Projektorganisation grob in drei Aufgaben- und Verantwortungsbereiche zu untergliedern. Dies ist die Projektleitung, die für das gesamte operative Management des Projektes zuständig ist, das Projektteam, das die eigentliche Projektarbeit übernimmt, und den Lenkungsausschuss, der als höchstes Gremium letztgültige Entscheidungen trifft, beispielsweise den Projekterfolg feststellen oder das Projekt abbrechen kann, oder im Rahmen einer Eskalation angerufen wird. Bei komplexen Projekten werden diese Gremien natürlich in Untereinheiten untergliedert, doch ist die Grobstruktur in der Regel ähnlich. Die Definition und Koordination der Projektbeteiligten gilt als Aufgabeninhalt im Teilgebiet Integrationsmanagement des Projektmanagements.

### Projektleitung
Die organisatorische Einheit der Projektleitung ist für die operative Planung und Steuerung des Projektes verantwortlich. Die Kompetenzen des Projektleiters können aber sehr unterschiedlich sein; sie reichen von der bloßen Weitergabe von Anweisungen und der Sammlung der Rückmeldungen (Projektsekretariat) bis zur vollen Kosten-, Personal- und Ergebnisverantwortung. Neben der Projektleitung durch eine Person gibt es auch Projektleitungen, die als Gremium mehrheitlich oder einstimmig entscheiden.
Zu den Aufgaben der Projektleitung gehören insbesondere Planung, Steuerung, Terminüberwachung, Kostenkontrolle und Übergabe an den Auftraggeber.
Komplexe Projekte werden in Teilprojekte aufgegliedert, die ihrerseits einen Projektleiter haben. Häufig werden auch Projektgesellschaften gegründet, die einzig die Aufgabe haben, ein Projekt durchzuführen. Deren Geschäftsführer ist dann der Gesamtprojektleiter. Einfache Projekte werden hingegen von einem Projektleiter ohne weiteres Personal geleitet.
Zusammengefasst kann man sagen, dass ein Projektleiter für die Erreichung der vorgegebenen Projektziele verantwortlich ist. Dabei muss er das Projekt so leiten, dass die vorgegebene Leistung erreicht wird und die geplanten Termine und Kosten eingehalten werden.

### Projektteam
Die richtige Zusammensetzung des Projektteams ist wichtig für den Erfolg des Projektes. Projektmitglieder werden mit unterschiedlichen Aufgaben- und Verantwortungsbereichen in einer partnerschaftlichen Atmosphäre für ein zielgerichtetes Arbeiten verbunden. Bei der Bildung einer Projektgruppe müssen unterschiedliche Einflussfaktoren, wie die unterschiedlichen Fachkompetenzen der Mitglieder oder die Fähigkeit zur Zusammenarbeit der Mitglieder, berücksichtigt werden.

### Lenkungsausschuss
Der Lenkungsausschuss (auch: Lenkungskreis) wird in der Regel durch Mitglieder der Entscheidungsebenen von Auftraggeber und Auftragnehmer besetzt. Beispielsweise kann bei einem öffentlichen Projekt der Lenkungskreis aus dem Minister, dem zuständigen Staatssekretär, dem für das Projekt verantwortlichen Abteilungsleiter, dem zuständigen Vorstandsmitglied des Auftragnehmers, dem technischen Direktor und dem Projektleiter bestehen. In kleineren Projekten in der Industrie finden sich hier meist der Geschäftsführer des Auftraggebers und ein hochrangiger Vertriebsmitarbeiter (Regionalleiter, Key Account Manager) des Auftragnehmers. Die Aufgabe des Lenkungsausschusses ist es, ggf. rechtlich verbindliche Vereinbarungen zu treffen wie das Festsetzen neuer Termine, Kostenkorrekturen und Lösungen von Problemen zu beschließen, die auf Ausführungsebene nicht gelöst werden. Dies geschieht in der Regel im Rahmen einer Eskalation.

## Formen der Projektorganisation
Es gibt fünf Formen der Projektorganisation. Diese Grundformen können variiert bzw. zu Mischformen kombiniert werden. Für projektorganisierte Unternehmen zeigen sich folgende drei Organisationsformen als zweckmäßig: die reine Projektorganisation, die Einfluss-Projektorganisation und die Matrix-Projektorganisation. Die Auswahl der richtigen Form ist jeweils vom Projekt und den damit verbundenen Rahmenbedingungen abhängig. Sie ist abhängig von der Unternehmenskultur. Das Managementsystem und die Projektorganisation müssen zusammenpassen. Weiterhin ist es erforderlich die Ausprägung der einzelnen Projektmerkmale sowie die Projektumgebung zu beurteilen.

### Linienprojektorganisation
Bei der Linienprojektorganisation, auch Projektmanagement in der Linie genannt, wird keine eigenständige Projektorganisation eingerichtet. Beim Projektmanagement in der Linie werden die üblichen Aufgaben einer Abteilung in Form eines Projekts organisiert. Es wird ein Projektleiter benannt und ein Zeit- und Kostenplan für das Projekt festgelegt. Diese Organisationsform bietet sich für kleine Projekte an, für die alle notwendigen Mitarbeiter bereits in der bestehenden Organisationseinheit vorhanden sind.

### Einfluss-Projektorganisation
In der Einfluss-Projektorganisation hat der Projektleiter keine Weisungs- und Entscheidungsbefugnis gegenüber den Fachabteilungen. Der Projektleiter berät sich mit den Fachabteilungen und vermittelt zwischen einzelnen Abteilungen. Er sammelt Daten über die Kosten, Termin und Arbeitsfortschritt des Projektes. Diese Informationen leitet er einer übergeordneten Leitungsstelle zu. Dies sind meist Leiter eines Unternehmens, eines Geschäftsbereiches oder eines Werkes. Wenn auch der Projektleiter keinen direkten Einfluss auf die einzelnen Fachabteilungen hat, so hat er doch sehr großen Einfluss auf das Projekt durch seine Nähe zur Unternehmensleitung.

### Matrix-Projektorganisation

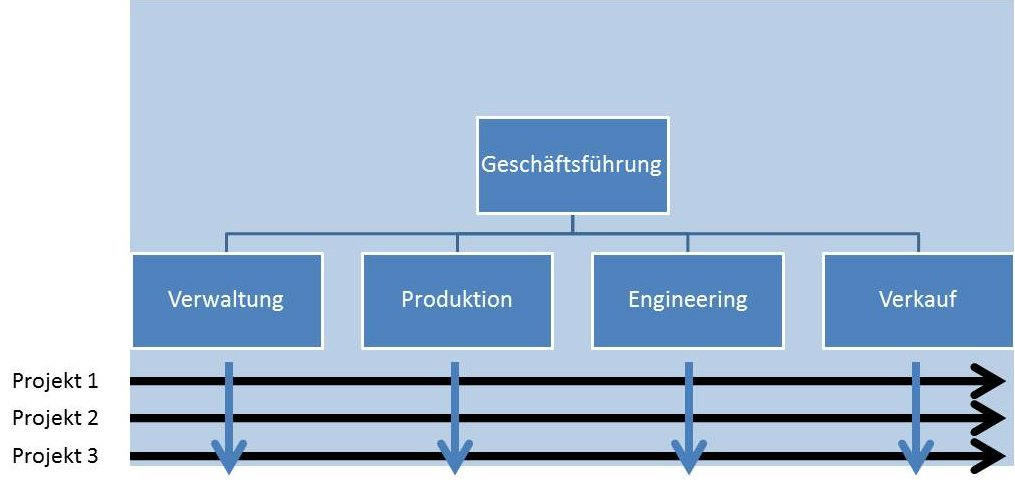
Matrixorganisation

Die Matrixorganisation entsteht durch das Überlagern von zwei Weisungslinien. Ein Mitarbeiter hat in dieser Form zwei Vorgesetzte. Er ist nicht nur dem Fachbereichsleiter, sondern auch dem Leiter des Projektes auf seiner Ebene unterstellt (siehe Abb.) Dabei sind beide Instanzen gleichwertig.

### Reine Projektorganisation bzw. Autonome Projektorganisation (Task-Force)
Die reine Projektorganisation eignet sich vor allem für umfangreiche Projekte mit hoher strategischer Bedeutung für das Unternehmen. Sie wird auch autonome Projektorganisation genannt, da sie sich durch ein hohes Maß an Autonomie von der Primärorganisation auszeichnet. Von der Projektgesellschaft unterscheidet sie sich nur noch dadurch, dass sie rechtlich nicht selbständig organisiert ist. Alle Projektbeteiligten werden aus den verschiedensten Unternehmensbereichen ausgegliedert und einem eigenen Projektbereich für die Dauer des Projekts zugeordnet. Der Projektleiter hat bei dieser Projektorganisationsform die alleinige Verantwortung und die gesamte Weisungs- und Entscheidungsbefugnis.

### Projektgesellschaft
Die Organisationsform der Projektgesellschaft sieht die organisatorische und die rechtliche Verselbstständigung der Projektorganisation gegenüber der Basisorganisation vor.

## Unternehmensüberschreitende Projektorganisationen
Bei sehr großen Projekten können mehrere Unternehmen an einem Projekt beteiligt sein. Im Rahmen einer unternehmensübergreifenden Projektorganisation müssen klare Vertragsbeziehungen zwischen den einzelnen Firmen installiert werden. Typisch ist eine Konstellation mit rechtlich und wirtschaftlich selbständigen Unternehmen aus verschiedenen Industrien und einem öffentlichen Auftraggeber.

### Einzelauftragsorganisation
Der Auftraggeber behält die Verantwortung für das Gesamtprojekt und vergibt klar umrissene Teilvorhaben an die anderen Unternehmen.

### Konsortialorganisation
Die Unternehmen bilden ein Konsortium, dem die Gesamtverantwortung übertragen wird, z. B. eine Arbeitsgemeinschaft.

### Generalunternehmerorganisation
Ein Unternehmen übernimmt als Generalunternehmer die gesamte Verantwortung und erteilt Aufträge an Subunternehmen.